# Boyali (Ombella-M'Poko)
Boyali est une localité de la commune de Bossembélé dans la préfecture de l’Ombella-M'Poko en République centrafricaine. 

## Géographie
Les villages de Boyali 1 et 2 sont situés au nord de Boali sur la route nationale RN1, axe Bangui-Bossembélé.

## Société
La localité est le siège de la paroisse catholique Sainte Trinité de Boyali, fondée en 2015 par démembrement des paroisses Saint François de Sales de Bossembélé et Saint Pierre de Boali. Elle dépend de l'archidiocèse de Bangui.